# Casa Lastrucci
La Casa Lastrucci es un edificio ubicado en la calle Álvarez Quintero, número 5 de la ciudad española de Sevilla. Se trata de una vivienda de estilo racionalista, situado en pleno Centro Histórico.

## Origen y descripción
El inmueble es obra de los arquitectos sevillanos Antonio Delgado Roig —encargado de resolver la planta— y Juan Talavera y Heredia —diseñador de las fachadas— realizada en los años 1934-1935. Por entonces, Delgado se encontraba en el inicio de su actividad profesional y Talavera, que había hecho muchos edificios regionalistas, comenzaba a adentrarse en el estilo racionalista.
El edificio conforma una esquina con una planta en forma de «L» invertida que interiormente se distribuye en torno a tres patios de luces. Sobre el bajo, destinado a locales comerciales, se elevan tres plantas y ático. Aquel y este se retranquean y, en el eje central de la fachada a la calle Álvarez Quintero, se produce un abombamiento que imprime dinamismo a unas fachadas en las que predomina la horizontalidad de las franjas de fábrica de los ventanales y las cornisas.
Desde un punto de vista histórico patrimonial, la edificación constituye una de las manifestaciones arquitectónicas construidas del Movimiento Moderno en Andalucía y que junto a otros edificios representativos de la provincia de Sevilla fueron inscritos en el Catálogo General del Patrimonio Histórico Andaluz, como bienes de catalogación general.

## Estatus patrimonial
La Casa Lastrucci, como inmueble inscrito  como bien de catalogación general en el Catálogo General del Patrimonio Histórico Andaluz por Orden de 22 de julio de 2008 de la Consejería de Cultura de la Junta de Andalucía, goza del nivel de protección establecido para dichos bienes en la Ley 14/2007, de 26 de noviembre, del Patrimonio Histórico de Andalucía, singularmente en los artículos 33, 34, 43, 59 y 109.